# Vipera orlovi
Vipera orlovi е вид змия от семейство Отровници (Viperidae). Видът е критично застрашен от изчезване.

## Разпространение и местообитание
Разпространен е в Русия.
Обитава гористи местности, планини, възвишения, склонове, ливади, степи, крайбрежия и плажове.

## Описание
Популацията на вида е намаляваща.